# Kamienica Pod Czarną Wroną we Wrocławiu
Kamienica Pod Czarną Wroną – nieistniejąca narożna kamienica znajdująca się pod adresem Plac Nowy Targ 34-35 we Wrocławiu, w zachodniej pierzei placu. W połączonych kamienicach do 1945 roku znajdował się browar "Schwarze Krähe".

## Historia i architektura kamienicy
Kamienica Pod Czarną Wroną została wzniesiona w miejsce dwóch lub trzech wcześniejszych szczytowych kamienic. Pierwotnie zajmowała szeroką parcele nr 35. Był do masywny czterokondygnacyjny budynek, z trzykondygnacyjnym wysokim poddaszem, z dziewięcioosiową fasadą. W osi środkowej znajdował portal wejściowy. Budynek był dachem kalenicowym ustawionym w kierunku placu. W 1846 roku przebudowie uległa kamienica sąsiednia nr 34.
W 1906 roku, po przeprowadzeniu konkursu architektonicznego, rozpoczęto przebudowę kamienicy nr 35. Zatwierdzony projekt wykonał Erich Grau, syn znanego architekta Alberta Grau. Budynkowi nadany został neorenesansowy charakter; wokół okien umieszczono fasciowe obramienia a do elewacji dodano dwuosiowe wykusze na trzeciej kondygnacji zakończone balkonami z kamiennymi balustradami. W 1909 roku powstał dodatkowy projekt na adaptacje kamienicy nr 34, której właścicielem był wówczas Herman Zeisig. Projekt łączył obie kamienice w jeden spójny architektonicznie budynek. Nad pracami remontowymi czuwała firma Alberta Grau.
Nowemu, narożnemu budynku, ustawionego kalenicowo do pierzei placu, nadano neorenesansowe formy architektoniczne. W narożniku nadwieszony został okrągły wykusz. Od strony placu elewacja posiadała dwa neorenesansowe szczyty; od strony ul.Nożowniczej fasada miała jeden szczyt. W narożniku trzeciej kondygnacji wokół okien, na szerokości dwóch osi umieszczona została wielobarwna figuralna dekoracja sgraffitowa.

## Browar Schwarze Krähe
W kamienicy nr 34 już na początku XIX wieku znajdował się lokal, w którym warzono piwo. Lokal należał do wrocławskiego cechu karczmarzy. Browar Schwarze Krähe w kamienicy pojawił się ok. 1870 roku. Jego właścicielem był od drugiej połowy XIX wieku Friedrich Geisler. W 1908 roku właścicielem browaru został Hermann Zeisig a cztery lata później Karl Neumann. W browarze warzono piwo „Einfachbier“, „Doppelbier“, oraz tak zwane „Kufenbier“ o bardzo niskiej zawartości ekstraktu. W 1917 roku browar zawiesił produkcję. Została ona wznowiono dopiero w drugiej połowie lat trzydziestych a ich nowym właścicielem był Albert Nowak.